# Estación Banco de Guatemala
La Estación Banco de Guatemala, es una estación del servicio de Transmetro que opera en la Ciudad de Guatemala.
Está ubicada sobre la 7a. Avenida de la Zona 1 frente al Banco de Guatemala, Municipalidad de Guatemala y las oficinas centrales del IGSS y en las cercanías del Organismo Judicial.
- Datos: Q21002808